# Mariola Bodnarčuk
Mariola Pavlivna Bodnarčuk (in ucraino Маріола Павлівна Боднарчук?; Leopoli, 23 marzo 2002) è una ginnasta ucraina.

## Biografia
Bodnarčuk ha iniziato a praticare la ginnastica ritmica grazie alla madre che le ha fatto frequentare la palestra della società sportiva Halyčanka di Leopoli. Nel 2016 entra a far parte della squadra juniores dell'Ucraina e l'anno successivo raggiunge l'ottavo posto nelle 10 clavette agli Europei juniores di Budapest 2017.
Nel 2018 diventa membro della nazionale senior. Agli Europei di Kiev 2020 vince due medaglie d'oro nella concorso a squadre e nelle 5 palle, più un argento nei 3 cerchi / 4 clavette, e un bronzo nell'all-around.

## Palmarès
- Campionati europei di ginnastica ritmica

Kiev 2020: oro nel concorso a squadre e nelle 5 palle, argento nei 3 cerchi / 4 clavette, bronzo nell'all-around.